# Vaslav Nijinsky
Vaslav Nijinsky, narozen Wacław Niżyński, rusky Ва́цлав Фоми́ч Нижи́нский, Vaclav Fomič Nižinskij (1889 nebo 1890, Kyjev – 8. dubna 1950, Londýn) byl ruský tanečník a choreograf polského původu narozený na Ukrajině. Jeden z klíčových členů Ďagilevova světoznámého Ruského baletu.
Narodil se v rodině polských tanečníků, vyrůstal v Rusku. Jeho sestrou byla tanečnice Bronislava Nijinska. Studoval v Petrohradě a velmi brzy začal vystupovat v důležitých rolích v Mariinském divadle v Petrohradě. Roku 1908 poznal choreografa Sergeje Ďagileva, stal se jeho milencem a od založení Ruského baletu roku 1909 v tomto souboru působil jako hlavní mužský tanečník. Roku 1913 se oženil, což způsobilo roztržku s Ďagilevem a odchod z Ruského baletu. Během první světové války byl až do roku 1916 v domácím vězení v Maďarsku. Začala se u něho projevovat duševní choroba, takže po válce, kdy se usadil ve Švýcarsku, již nebyl schopen vystupovat. Nástup psychózy však zaznamenal v unikátním deníku.

## Odkaz
V roce 1980 natočil režisér Herbert Ross životopisný film Nižinský, hlavní roli ztvárnil George De La Pena.